# Protéine de liaison à la vitamine D
La protéine de liaison à la vitamine D ou vitamine D-binding protein (DBP), aussi à l'origine connue comme gc-globuline, est une protéine codée chez l'humain par le gène GC situé sur le chromosome 4 humain,.

## Structure
La protéine de liaison à la vitamine D est une alpha-globuline glycosylée d'environ 58 kDa. Ses 458 acides aminés sont codés par 1690 nucléotides sur le chromosome 4 (4q11q13). Sa structure primaire contient 28 résidus cystéine formant de multiples ponts disulfures. La protéine de liaison à la vitamine D possède trois domaines protéiques : le domaine 1 est composé de 10 hélices alpha, le domaine 2 de 9 et le domaine 3 de 4,.

## Fonction
La protéine de liaison à la vitamine D appartient à la famille des albumines, tout comme l'albumine sérique humaine (ou sérumalbumine) et l'alpha-fœtoprotéine. C'est une protéine multifonctionnelle qui se trouve notamment dans le plasma, le liquide ascitique, le liquide céphalo-rachidien et à la surface de nombreux types de cellules. 
La protéine de liaison à la vitamine D peut lier les différentes formes de la vitamine D, parmi lesquelles l'ergocalciférol (vitamine D2) et le cholécalciférol (vitamine D3), les formes 25-hydroxylées (par exemple le 25-hydroxycholécalciférol) et la forme active 1,25-dihydroxycholécalciférol (calcitriol). La majeure partie de la vitamine D dans le sang est liée à cette protéine. Elle transporte les métabolites de la vitamine D entre la peau, le foie et les reins, puis sur les différents tissus cibles.
Elle se lie également à des acides gras ou à des monomères d'actine.

## Synthèse
Elle est synthétisée par les hépatocytes et sécrétée dans le sang.

## Variations génétiques
Plus d'une centaine de variants génétiques du gène GC sont connus, avec des affinités variables avec la vitamine S. Cela explique des différences de concentration de 25-hydroxyvitamine D circulante. Ils ont été proposés pour expliquer certaines différences dans la concentration en vitamine D chez les différents groupes populationnels et une corrélation a été mise en évidence entre la présence de ces variants et la réponse à une supplémentation en vitamine D.
La délétion homozygote du gène entraîne un tableau de fragilité osseuse avec ostéopénie, un taux sanguin de vitamine D effondrée, résistante à la supplémentation.